# Heteractis magnifica
Espèce
Heteractis magnifica, communément appelé Anémone magnifique, est une espèce d'anémones de mer (ou orties de mer) de la famille des Stichodactylidés originaire du bassin Indo-Pacifique.

## Description

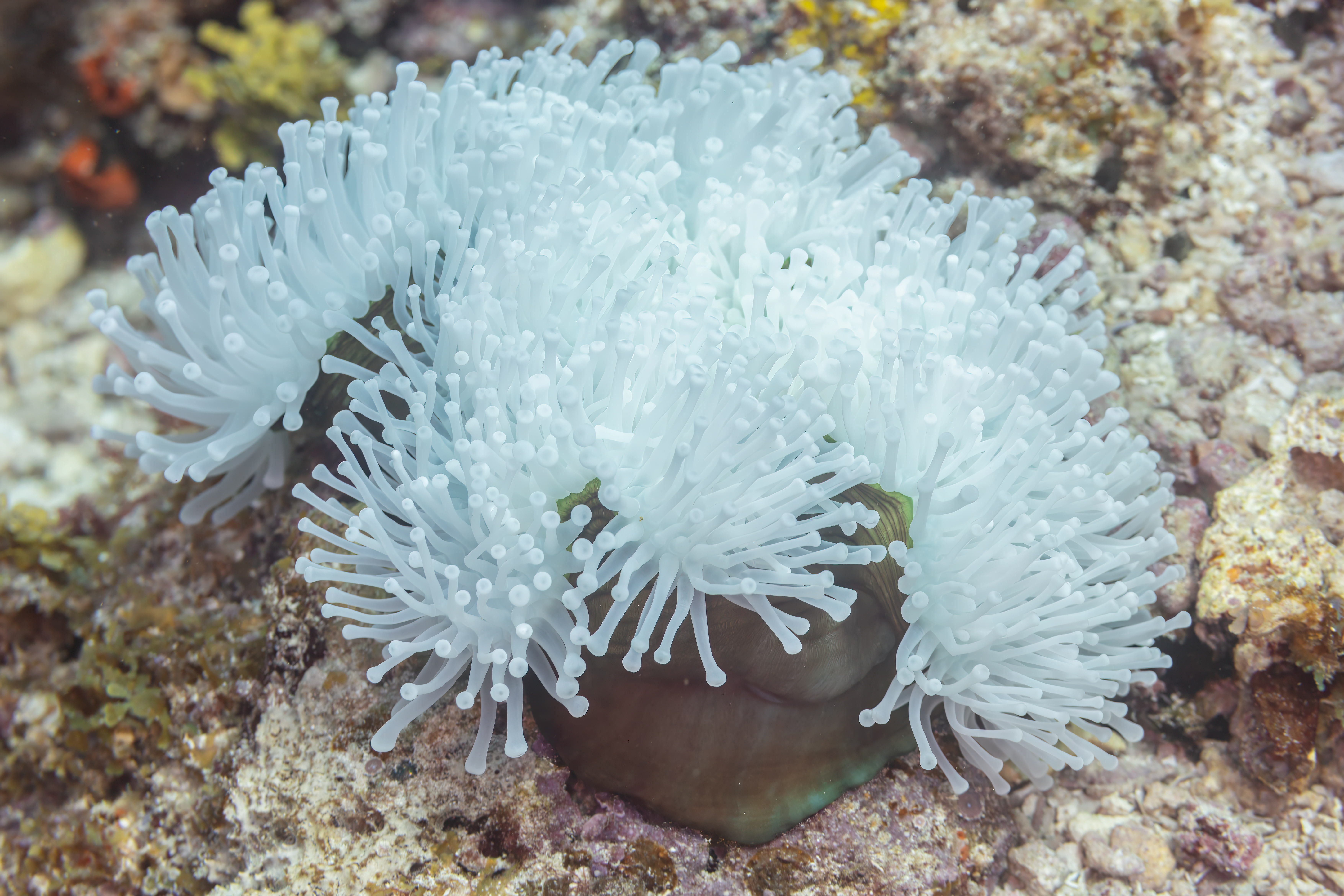
Anémone magnifique à Zanzibar (Tanzanie).

Heteractis magnifica se caractérise par un disque oral évasé dont le diamètre moyen oscille entre 20  et   50 centimètres de diamètre mais peut atteindre jusqu'à un mètre. L'ensemble disque oral, base des tentacules et orifice buccale sont de couleur identique soit dans les tons beiges à blancs. Les tentacules sont nombreux et ne dépassent pas 80 mm de long. Leur extrémité est digitée et souvent de teinte plus claire que les tentacules avec parfois une coloration vive. Ses noms scientifiques comme vernaculaires proviennent des couleurs vives de sa colonne, structure externe visible lorsque l'animal se rétracte, et celles-ci vont du bleu électrique, au vert, au rouge, au rose, au mauve et au brun.

## Distribution et habitat
Heteractis magnifica est présente dans les eaux tropicales et subtropicales du bassin Indo-Pacifique soit des côtes orientales de l'Afrique, Mer Rouge incluse, à la Polynésie et des iles méridionales du Japon à l'Australie et à la Nouvelle-Calédonie,
Cette anémone affectionne les substrats durs bien exposés à la lumière et au courant depuis la surface à 20 mètres de profondeur.

## Biologie
Heteractis magnifica se nourrit de deux façons. La première par la photosynthèse de ses hôtes symbiotiques, les zooxanthelles, vivant dans ses tissus. Et la deuxième de l'extérieur via ses tentacules qui lui permettent d'immobiliser ses proies (petits invertébrés, alevins ou encore d'imprudents juvéniles de poisson…).
La reproduction peut être sexuée par émission simultanée de gamètes mâles et femelles dans l’eau ou asexuée par scissiparité. C'est-à-dire que l'anémone se divise en deux individus distincts depuis le pied ou la bouche.
L'anémone magnifique peut être associée à douze espèces différentes de poissons-clowns :
- Amphiprion akallopisos
- Amphiprion akindynos
- Amphiprion bicinctus
- Amphiprion chrysogaster
- Amphiprion chrysopterus
- Amphiprion clarkii
- Amphiprion leucokranos
- Amphiprion melanopus
- Amphiprion nigripes
- Amphiprion ocellaris
- Amphiprion percula
- Amphiprion perideraion

Elle est aussi l’hôte de nombreuses autres espèces de poissons dont la Demoiselle à trois points, Dascyllus trimaculatus, et de crevettes commensales diverses.

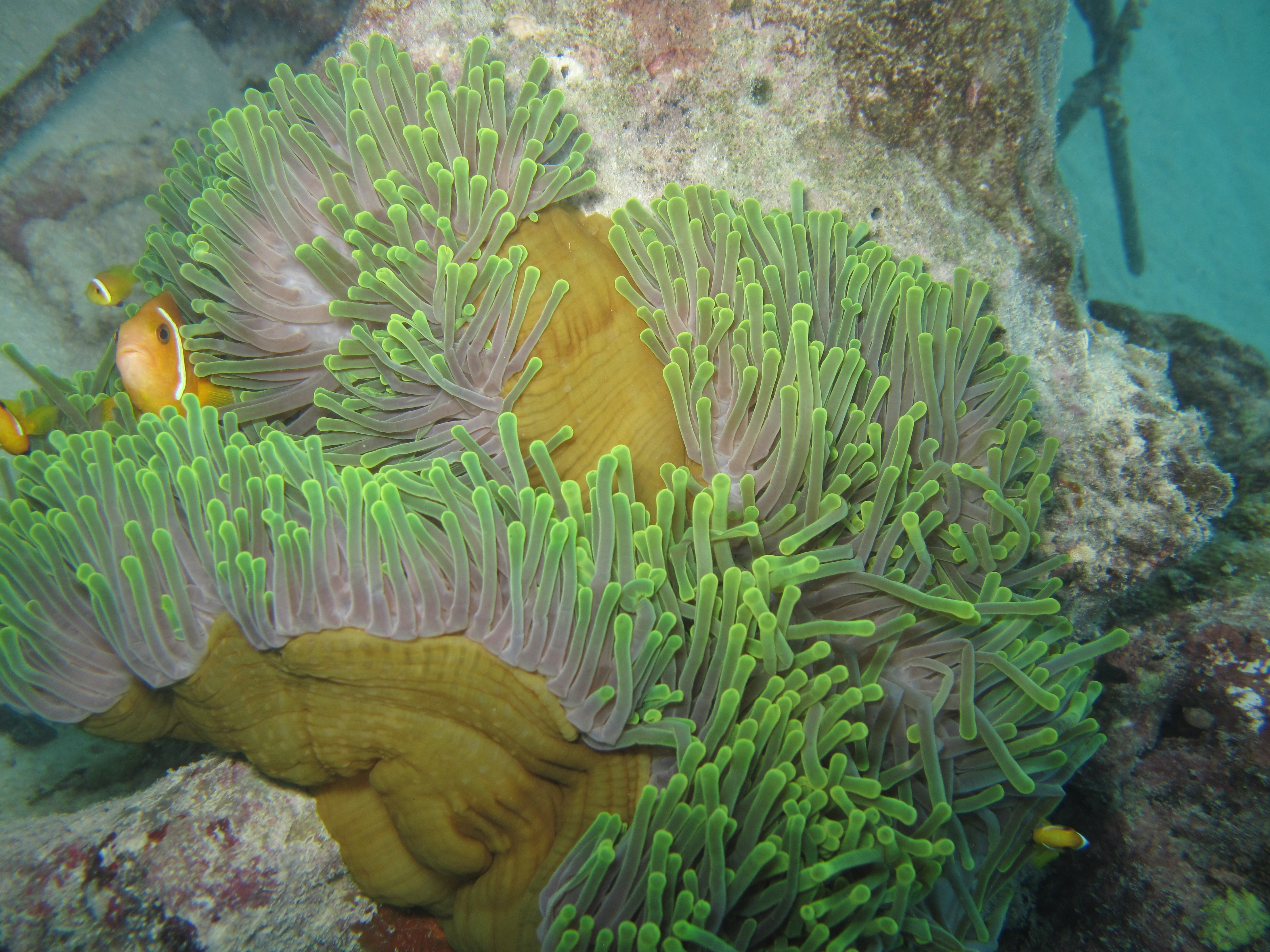
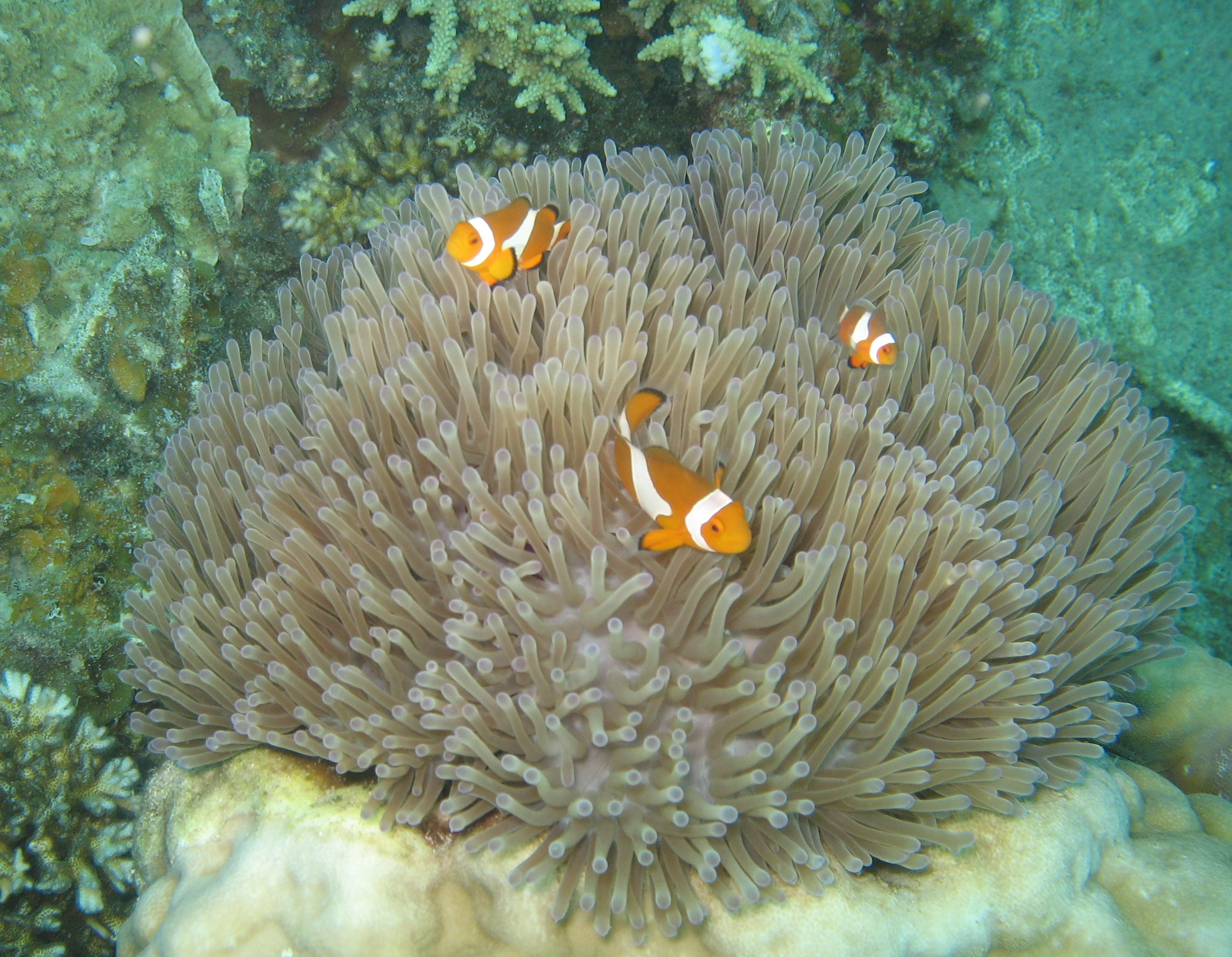
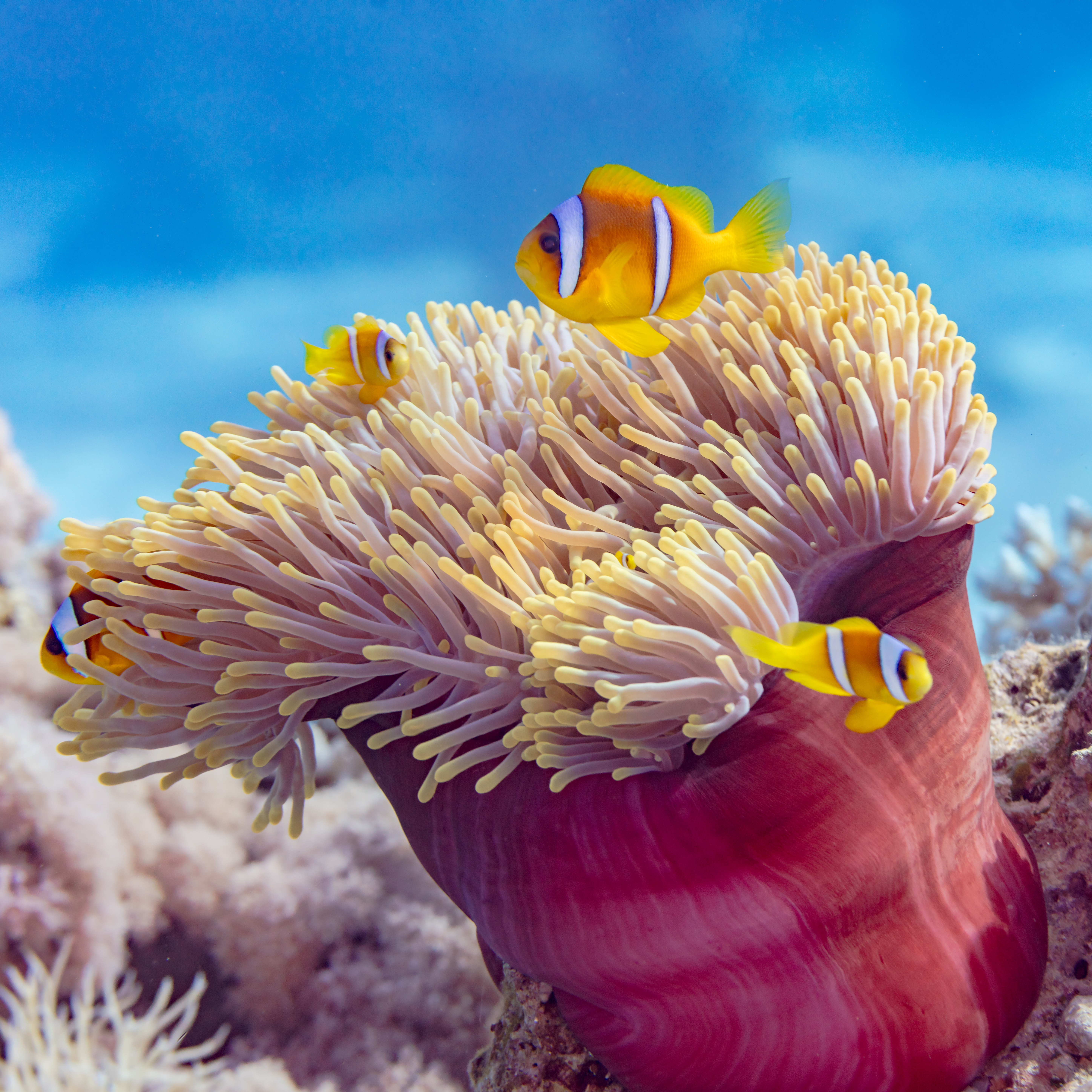
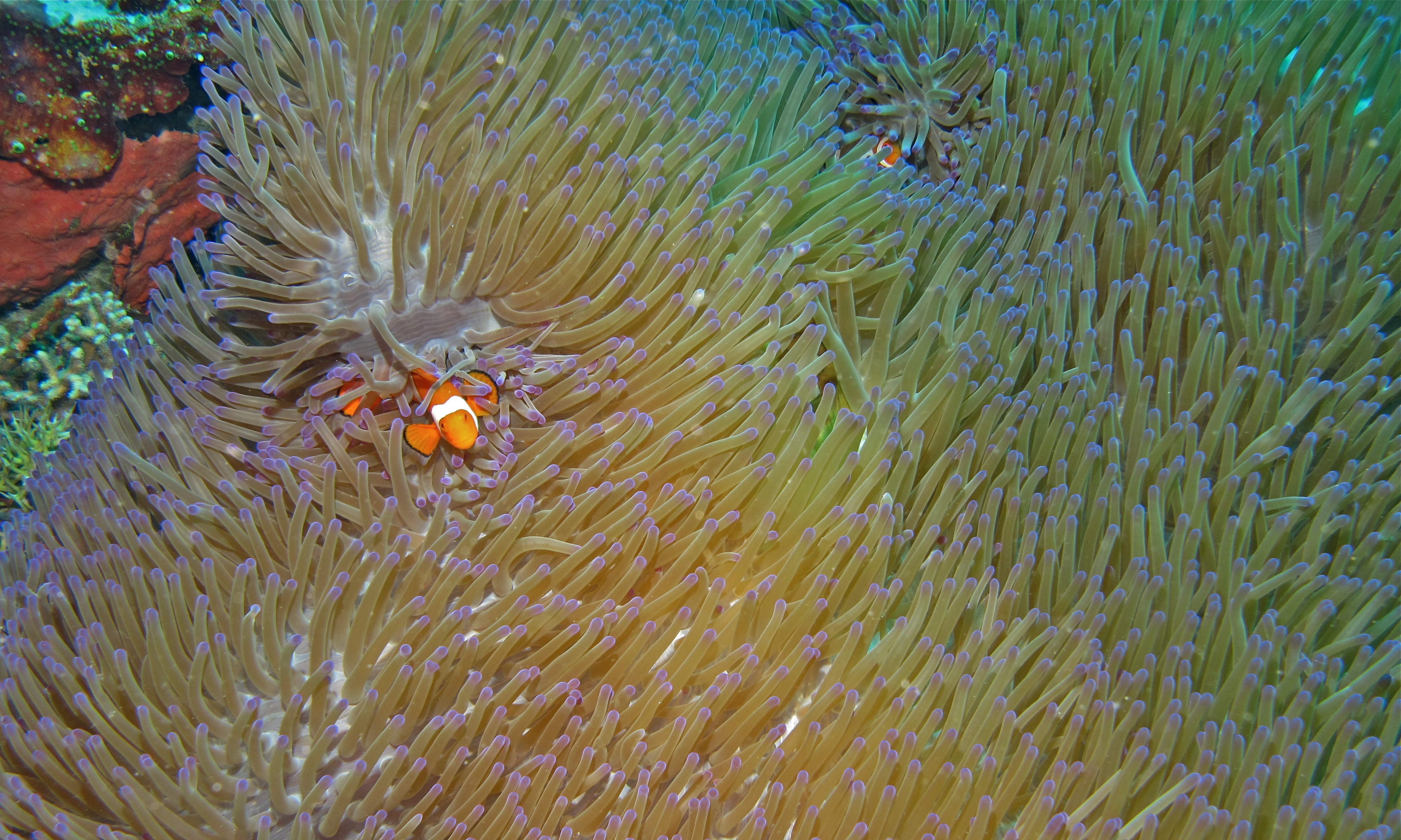
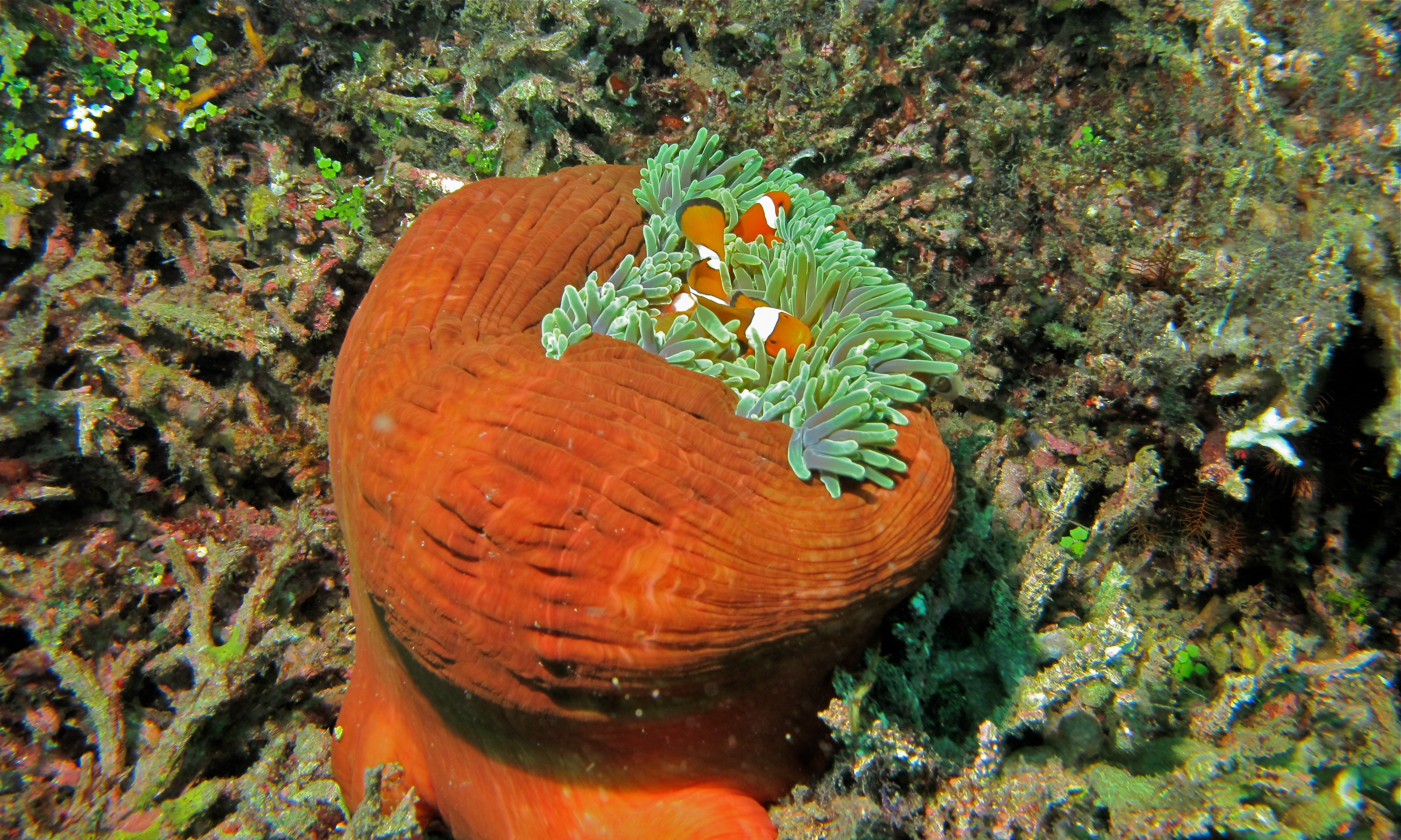